# Alfabet tai
L'alfabet tai, també anomenat alfabet thai o alfabet tailandès (tai: ตัวอักษรไทย, RTGS: tua akson thai, IPA: [tuːa ak-sɔːn tʰai]), és l'alfabet usat per escriure la llengua tai i d'altres llengües minoritàries a Tailàndia. És un sistema d'escriptura anomenat abugida.
És compost de quaranta-quatre consonants (พยัญชนะ, phayanchana), d'un mínim de vint-i-vuit formes vocàliques (สระ, sara) i de quatre indicadors de to (วรรณยุกต์ o วรรณยุต, wannayuk o wannayut). Les consonants s'escriuen horitzontalment d'esquerra a dreta, mentre que les vocals es col·loquen al damunt, a sota, a la dreta, a l'esquerra o fins i tot al voltant de la consonant a la qual segueixen.
A diferència de l'alfabet llatí, l'alfabet tai no distingeix entre lletres majúscules i minúscules. Se sol escriure sense espais entre les paraules, però la lectura es veu facilitada pel fet que la major part de les paraules tailandeses té una sola síl·laba; el final de les frases sí que s'assenyala amb un espai.
L'alfabet tai també té uns caràcters específics que representen el sistema de numeració tailandès (ตัวเลขไทย, lek thai), tot i que la numeració indoaràbiga occidental (เลขฮินดูอารบิก, lek hindu arabik) està àmpliament estesa i és d'ús quotidià.

## Història

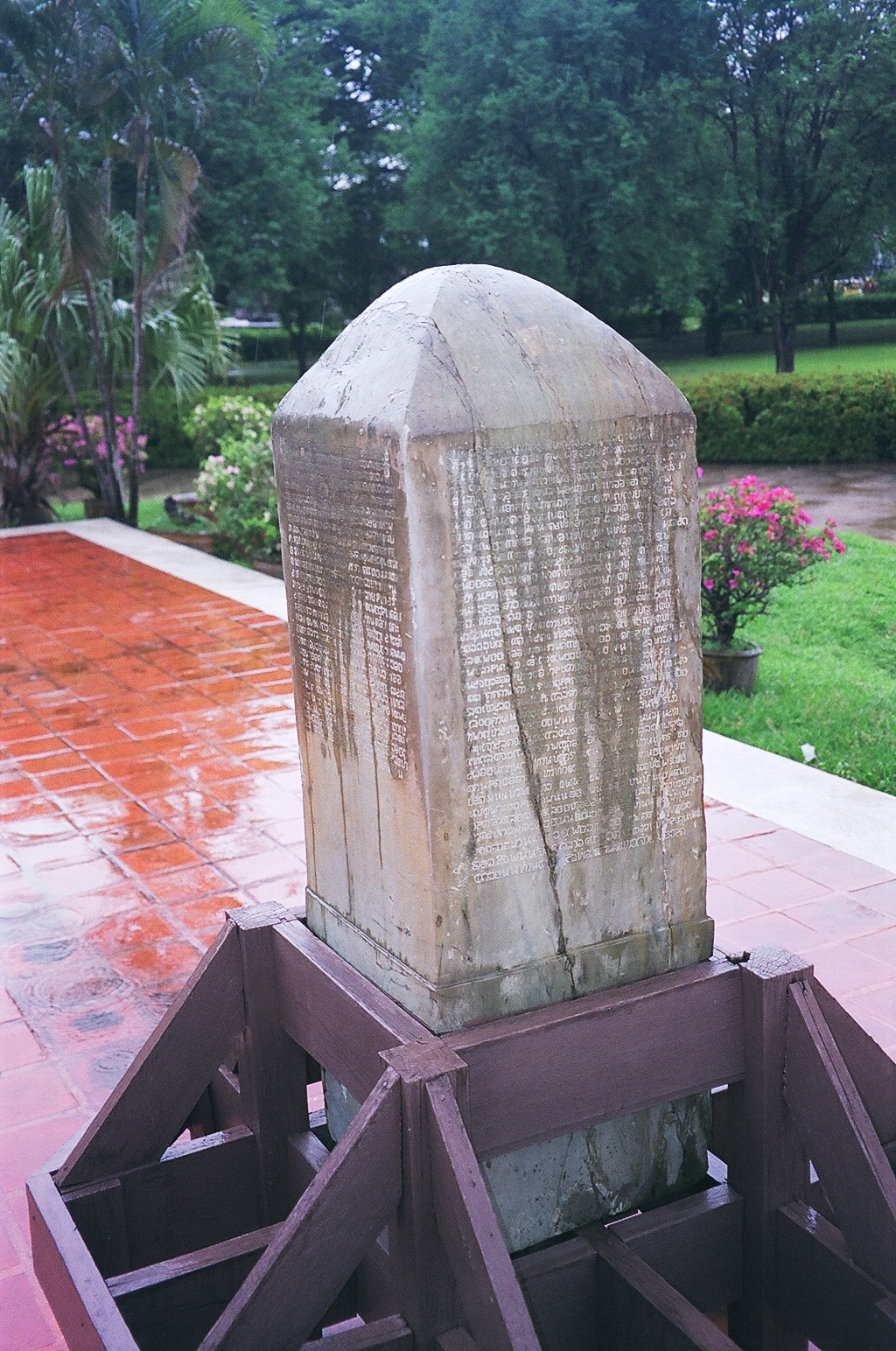
Rèplica de la inscripció de Ramkhamhaeng, el text en escriptura tai més antic que es coneix, conservada al Museu Nacional de Bangkok

L'alfabet tai probablement deriva de l'antic alfabet khmer (อักขระเขมร, akson khom), un estil d'escriptura brahmi meridional provinent de l'alfabet pal·lava (ปัลลวะ) del sud de l'Índia.
El tai es considera el primer alfabet del món que va fer ús dels marcadors tonals per indicar els diversos tons distintius, que no apareixen en les llengües mon-khmer i indoàries, de l'alfabet de les quals deriva l'escriptura tai. Tot i que el xinès i altres llengües de la família sinotibetana també tenen tons distintiu en els respectius sistemes fonològics, no ho reflecteixen en l'ortografia. Així doncs, els indicadors de to són una innovació de l'alfabet tailandès que més endavant va influir en les altres llengües tais i en algunes llengües tibetobirmanes del l'Àsia sud-oriental continental.
Segons la tradició, l'alfabet tai fou creat el 1283 pel rei Ramkhamhaeng el Gran (พ่อขุนรามคำแหงมหาราช), si bé no n'hi ha proves documentals.

## Taules de símbols
Als documents oficials tailandesos, la transcripció en caràcters llatins es fa seguint el sistema general reial tai de transcripció –conegut com a RTGS per les seves sigles en anglès–, definit per l'Institut Reial Tai, però en altres casos es fan servir sistemes diversos, a causa dels límits del mateix RTGS. Aquesta coexistència de sistemes de romanització fa que en la pràctica diària sigui complicat saber com cal pronunciar una paraula, o discernir si dues paraules –per exemple en un mapa o en un rètol de carretera– són la mateixa o no. Per a una pronúncia més precisa, les taules següents inclouen també la transcripció segons l'alfabet fonètic internacional (IPA).

### Consonants
Hi ha 44 consonants que representen 21 sons consonàntics diferents. Les consonants duplicades representen diferents sons en sànscrit i en pali però en canvi en tai es pronuncien igual. El seu ús es fa necessari per diferenciar paraules homòfones que deriven d'arrels diferents. Les consonants es divideixen en tres classes: baixes, mitjanes i altes, les quals determinen el to amb què es pronuncia la vocal següent. A més a més hi ha quatre caràcters que combinen consonant i vocal no inclosos en aquest grup de 44.
Per facilitar l'aprenentatge, cada consonant s'associa tradicionalment a una paraula tailandesa que comença amb aquell so o bé on predomina: per exemple, el nom de la lletra ข és kho khai (ข ไข่), en què kho és el so que representa la lletra, i khai (ไข่) la paraula que comença amb aquest so, i que en aquest cas significa 'ou'; fent un símil en català, és com si per anomenar la lletra p diguéssim sempre «la pe de paraigua».
Dues de les consonants (ฃ, kho khuat, i ฅ, kho khon) ja no es fan servir en el tailandès actual. Es diu que és a causa de les primeres màquines d'escriure en tai, desenvolupades per Edwin Hunter McFarland el 1892, en què no hi havia espai per a tots els caràcters i, per tant, aquests dos es van eliminar.
Moltes consonants es pronuncien de manera diferent al començament i al final de síl·laba. Així doncs, a les taules la llegenda inicial i final indiquen la pronúncia de la consonant en la posició corresponent dins la síl·laba. El guionet «-» indica que aquella consonant no s'utilitza mai en aquella posició. Quan a final de síl·laba es troba una combinació de consonants, només se'n pronuncia la primera; les úniques consonants finals de síl·laba són k, m, n, ng, p i t.
| Lletra | Nom     | Nom                                          | Transcripció RTGS | Transcripció RTGS | Transcripció IPA | Transcripció IPA | Classe  |
| Lletra | Thi     | Significat                                   | Inicial           | Final             | Inicial          | Final            | Classe  |
| ------ | ------- | -------------------------------------------- | ----------------- | ----------------- | ---------------- | ---------------- | ------- |
| ก      | ก ไก่    | go gai (pollastre)                           | g                 | k                 | [g]              | [k̚]              | mitjana |
| ข      | ข ไข่    | kho khai (ou)                                | kh                | k                 | [kʰ]             | [k̚]              | alta    |
| ฃ      | ฃ ขวด   | kho khuat (ampolla)¹                         | kh                | k                 | [kʰ]             | [k̚]              | alta    |
| ค      | ค ควาย  | kho khwai (búfal)                            | kh                | k                 | [kʰ]             | [k̚]              | baixa   |
| ฅ      | ฅ คน    | kho khon (persona)¹                          | kh                | k                 | [kʰ]             | [k̚]              | baixa   |
| ฆ      | ฆ ระฆัง  | kho ra-khang (campana)                       | kh                | k                 | [kʰ]             | [k̚]              | baixa   |
| ง      | ง งู     | ngo ngu (serp)                               | ng                | ng                | [ŋ]              | [ŋ]              | baixa   |
| จ      | จ จาน   | cho chan (plat)                              | ch                | t                 | [tɕ]             | [t̚]              | mitjana |
| ฉ      | ฉ ฉิ่ง    | cho ching (platerets)                        | ch                | –                 | [tɕʰ]            | –                | alta    |
| ช      | ช ช้าง   | cho chang (elefant)                          | ch                | t                 | [tɕʰ]            | [t̚]              | baixa   |
| ซ      | ซ โซ่    | so so (cadena)                               | s                 | t                 | [s]              | [t̚]              | baixa   |
| ฌ      | ฌ เฌอ   | cho choe (arbre)                             | ch                | –                 | [tɕʰ]            | –                | baixa   |
| ญ      | ญ หญิง   | yo ying (dona)                               | y                 | n                 | [j]              | [n]              | baixa   |
| ฎ      | ฎ ชฎา   | do cha-da (lligadura)                        | d                 | t                 | [d]              | [t̚]              | mitjana |
| ฏ      | ฏ ปฏัก   | to pa-tak (punxó)                            | t                 | t                 | [t̚]              | [t]              | mitjana |
| ฐ      | ฐ ฐาน   | tho than (base)                              | th                | t                 | [tʰ]             | [t̚]              | alta    |
| ฑ      | ฑ มณโฑ  | tho montho (Montho, personatge del Ramayana) | th                | t                 | [tʰ]             | [t̚]              | baixa   |
| ฒ      | ฒ ผู้เฒ่า  | tho phu-thao (vell)                          | th                | t                 | [tʰ]             | [t̚]              | baixa   |
| ณ      | ณ เณร   | no nen (novici)                              | n                 | n                 | [n]              | [n]              | baixa   |
| ด      | ด เด็ก   | do dek (nen)                                 | d                 | t                 | [d]              | [t̚]              | mitjana |
| ต      | ต เต่า   | to tao (tortuga)                             | t                 | t                 | [t]              | [t̚]              | mitjana |
| ถ      | ถ ถุง    | tho thung (sac)                              | th                | t                 | [tʰ]             | [t̚]              | alta    |
| ท      | ท ทหาร  | tho thahan (soldat)                          | th                | t                 | [tʰ]             | [t̚]              | baixa   |
| ธ      | ธ ธง    | tho thong (bandera)                          | th                | t                 | [tʰ]             | [t̚]              | baixa   |
| น      | น หนู    | no nu (ratolí)                               | n                 | n                 | [n]              | [n]              | baixa   |
| บ      | บ ใบไม้  | bo baimai (fulla)                            | b                 | p                 | [b]              | [p̚]              | mitjana |
| ป      | ป ปลา   | po pla (peix)                                | p                 | p                 | [p]              | [p̚]              | mitjana |
| ผ      | ผ ผึ้ง    | pho phueng (abella)                          | ph                | –                 | [pʰ]             | –                | alta    |
| ฝ      | ฝ ฝา    | fo fa (tapa)                                 | f                 | –                 | [f]              | –                | alta    |
| พ      | พ พาน   | pho phan (plàtera)                           | ph                | p                 | [pʰ]             | [p̚]              | baixa   |
| ฟ      | ฟ ฟัน    | fo fan (dents)                               | f                 | p                 | [f]              | [p̚]              | baixa   |
| ภ      | ภ สำเภา | pho sam-phao (junc)                          | ph                | p                 | [pʰ]             | [p̚]              | baixa   |
| ม      | ม ม้า    | mo ma (cavall)                               | m                 | m                 | [m]              | [m]              | baixa   |
| ย      | ย ยักษ์   | yo yak (gegant)                              | y                 | y                 | [j]              | [j]              | baixa   |
| ร      | ร เรือ   | ro ruea (barca)                              | r                 | n                 | [r]              | [n]              | baixa   |
| ล      | ล ลิง    | lo ling (mona)                               | l                 | n                 | [l]              | [n]              | baixa   |
| ว      | ว แหวน  | wo waen (anell)                              | w                 | w                 | [w]              | [w]              | baixa   |
| ศ      | ศ ศาลา  | so sala (pavelló)                            | s                 | t                 | [s]              | [t̚]              | alta    |
| ษ      | ษ ฤๅษี   | so rue-si (ermità)                           | s                 | t                 | [s]              | [t̚]              | alta    |
| ส      | ส เสือ   | so suea (tigre)                              | s                 | t                 | [s]              | [t̚]              | alta    |
| ห      | ห หีบ    | ho hip (cofre)                               | h                 | –                 | [h]              | –                | alta    |
| ฬ      | ฬ จุฬา   | lo chu-la (estel)                            | l                 | n                 | [l]              | [n]              | baixa   |
| อ      | อ อ่าง   | o ang (aigüera)                              | *                 | –                 | [ʔ]              | –                | mitjana |
| ฮ      | ฮ นกฮูก  | ho nok-huk (mussol)                          | h                 | –                 | [h]              | –                | baixa   |

- ¹ En desús

#### Particularitats
Les consonants aproximants ย i ว són també presents en els diftongs i triftongs, respectivament amb «i» i «o». La consonant อ, en canvi, no representa cap mena de so i s'utilitza per escriure les síl·labes que comencen per vocal, perquè totes les vocals s'escriuen en relació amb una consonant, com és el cas d'อากาศ, akat, per exemple. Aquesta consonant també es fa servir per representar la o oberta llarga [ɔː] (transcrita o en RTGS), i per als difongs i triftongs.

### Vocals
En tailandès, les vocals, els diftongs i els triftongs s'escriuen fent servir símbols vocàlics i/o consonàntics. A les taules següents cada vocal és situada en la posició correcta en relació amb una consonant inicial (aquí representada per un guió llarg «–») i, també de vegades, en relació amb una segona consonant (un segon guió).
La columna «nom tai transcrit» conté una transcripció aproximada (no en RTGS) de com es diu en tai el símbol corresponent; per facilitar-ne la lectura s'han utilitzat accents per marcar la tonicitat o l'obertura. Entre parèntesis s'indica la llargada dels fonemes vocàlics. 

#### Vocals simples
| símbol tai                            | nom tai transcrit   | transcripció IPA | transcripció RTGS | exemple de transcripció RTGS                   | variants de transcripció en altres sistemes |
| ------------------------------------- | ------------------- | ---------------- | ----------------- | ---------------------------------------------- | ------------------------------------------- |
| –ั -                                   | mai han-akat (breu) | ɑ                | a                 | วัน = wan (dia)                                 | u                                           |
| - (a implícita)                       | sara a (breu)       | ɑ                | a                 | ขนม = kanom (dolç)                             | u                                           |
| –ะ                                    | sara à (oxítona)    | aʔ               | a                 | กะ = ka (amb)                                  | ah                                          |
| -า                                    | sara a (llarga)     | aː               | a                 | มา = ma (venir)                                | ar, aa                                      |
| -รร- amb consonant final              | ro han *            | ɑ                | a                 | สรรพ sap (sencer)                              | u                                           |
| -รร- amb vocal final o consonant muda | ro han *            | ɑn               | an                | สรรหา = sanha (cercar) สวรรค์ = sawan (paradís) | un                                          |
| –ำ                                    | sara am (llarga)    | aːm              | am                | รำ = ram (dansa)                               | um                                          |
| –ิ                                     | sara i (breu)       | i                | i                 | กิน = gin (menjar o beure)                      |                                             |
| –ี                                     | sara i (llarga)     | iː               | i                 | มีด = mit (ganivet)                             | ee, ii, y                                   |
| –ึ                                     | sara ue (breu)      | ɯ                | ue (dígraf)       | นึก = nuek (suposar)                            | eu, uh                                      |
| –ื                                     | sara ue (llarga)    | ɯː               | ue (dígraf)       | หรือ = rue (o [conjunció])                      | eu                                          |
| –ุ                                     | sara u (breu)       | u                | u                 | ลุ = lu (aconseguir)                            | ou, oo, uh                                  |
| –ู                                     | sara u (llarga)     | uː               | u                 | หรู = ru (luxós)                                | oo, uu                                      |
| เ–็ -                                  | sara e (breu)       | e                | e                 | เล็ง = leng (aspirar a)                         |                                             |
| เ–ะ                                   | sara é (oxítona)    | eʔ               | e                 | เละ = le (tou)                                 | eh                                          |
| เ-                                    | sara é (llarga)     | eː               | e                 | เลน = len (fang)                               | ay, a, ae, ai                               |
| แ–็–                                   | sara è (breu)       | ɛ                | ae (dígraf)       |                                                | aeh, a                                      |
| แ–ะ                                   | sara è (oxítona)    | ɛʔ               | ae (dígraf)       | และ = lae (i [conjunció])                      | aeh, a                                      |
| แ–                                    | sara è (llarga)     | ɛː               | ae (dígraf)       | แสง = saeng (llum)                             | a, e                                        |
| – - (o implícita)                     | sara o (breu)       | o                | o                 | ลม = lom (vent)                                |                                             |
| โ–ะ                                   | sara ó (oxítona)    | oʔ               | o                 | โละ = lo (llançar)                             | oh                                          |
| โ–                                    | sara ó (llarga)     | oː               | o                 | โล้ = lo (oscil·lar)                            | or, oh                                      |
| เ–าะ                                  | sara ò (oxítona)    | ɔʔ               | o                 | เกาะ = ko (illa)                               | orh, oh, or                                 |
| -อ                                    | sara ò * (llarga)   | ɔː               | o                 | รอม = rom (acumular)                           | or, aw, ow                                  |
| เ–ิ –                                  | sara oe (breu)      | ɤ                | oe (dígraf)       | เหลิง = loeng (arrogant)                        | eu, u                                       |
| เ–อะ                                  | sara oe * (oxítona) | ɤʔ               | oe (dígraf)       | เลอะ = loe (brut)                              | eu, u                                       |
| เ–อ                                   | sara oe * (llarga)  | ɤː               | oe (dígraf)       | เธอ = thoe (tu [entre amics])                  | ur, eu, u                                   |

#### Diftongs
| símbol tai | nom tai                                | transcripció IPA | transcripció RTGS | exemple de transcripció RTGS                    | variants de transcripció en altres sistemes |
| ---------- | -------------------------------------- | ---------------- | ----------------- | ----------------------------------------------- | ------------------------------------------- |
| เ–ียะ       | sara ià * (amb <à> oxítona)            | jaʔ              | ia                | เผียะ = phia                                     | iah, ear                                    |
| เ–ีย        | sara ía * (amb accent sobre la i)      | jːa              | ia                | เรียน = rian (estudiar)                          | ear, ere                                    |
| เ–ือะ       | sara ueà * (dígraf <ue> + <a> oxítona) | ɯaʔ              | uea               | (no hi ha paraules tais amb aquest diftong)     |                                             |
| เ–ือ        | sara uea * (dígraf ue (llarg) + <a>)   | ɯːa              | uea               | เลือก = lueak (triar)                            | eua, ua                                     |
| -ว-        | wo waen **                             | ua               | ua                | รวม = ruam (afegir)                             | uar                                         |
| –ัวะ        | sara uà * (amb <a> oxítona)            | uaʔ              | ua                | ผัวะ = phua (el so d'una bufetada) (onomatopeia) | wah, uah                                    |
| –ัว         | sara ua *                              | ua               | ua                | มัว = mua (fosc)                                 | ewer                                        |
| ใ–         | sara ai mai muan                       | ɑj               | ai                | ใย = yai (fibra)                                | ay, y                                       |
| ไ–         | sara ai mai malai                      | ɑj               | ai                | ไล่ = lai (seguir)                               | ay, y                                       |
| ไ–ย        | sara ai mai malai * amb ย final        | ɑj               | ai                | ไทย = thai (tai)                                | ay, y                                       |
| –ัย         | sara ai * (amb <a> breu)               | ɑj               | ai                | วัย = wai (època)                                |                                             |
| -าย        | sara ai * (amb <a> llarga)             | aːj              | ai                | สาย = sai (fil)                                 | aai, aay                                    |
| เ–า        | sara ao (amb <a> breu)                 | aw               | ao                | เมา = mao (embriac)                             | aw, ow                                      |
| -าว        | sara ao * (amb <a> llarga)             | aːw              | ao                | ลาว = lao (laosià)                              | ow                                          |
| -ุย         | sara ui *                              | uj               | ui                | ลุย = lui (gual)                                 |                                             |
| โ-ย        | sara ói * (amb ó llarga)               | oːj              | oi                | โรย = roi (afeblir-se)                          | oy                                          |
| -อย        | sara òi * (amb ò llarga)               | ɔːj              | oi                | ลอย = loi (fluctuant)                           | oy                                          |
| เ–ย        | sara oei * (dígraf <oe> (llarg) + i)   | ɤːj              | oei               | เลย = loei (tot)                                |                                             |
| –ิว         | sara io *                              | jw               | io                | ลิ่ว = lio (giravoltar)                           | iu, iw, ew                                  |
| เ–็ว        | sara éo * (breu)                       | ew               | eo                | เร็ว = reo (veloç)                               | eu, ew                                      |
| เ–ว        | sara éo * (amb è llarga)               | eːw              | eo                | เลว = leo (dolent)                              | eu, ew                                      |
| แ–็ว        | sara aeo * (dígraf <ae> (breu) + <o>)  | ɛw               | aeo               | แผล็ว = phlaeo                                   | eo, ew, aew                                 |
| แ–ว        | sara aeo * (dígraf <ae> (llarg) + <o>) | ɛːw              | aeo               | แมว = maeo (gat)                                | eo, ew, aew                                 |

- * = escrits amb símbols vocàlics + consonàntics.
- ** = escrits amb símbols consonàntics.

#### Triftongs
| símbol tai | nom tai                                       | transcripció IPA | transcripció RTGS | exemple de transcripció RTGS | variants de transcripció en altres sistemes |
| ---------- | --------------------------------------------- | ---------------- | ----------------- | ---------------------------- | ------------------------------------------- |
| เ–ือย       | sara ueài * (dígraf <ue> amb so (llarg) + ai) | ɯːaj             | ueai              | เลื้อย = lueai (enfilar-se)    | euai, uai                                   |
| เ–ียว       | sara iào *                                    | jao              | iao               | เลี้ยว = liao (tombar, girar)  | iow                                         |
| -วย        | sara uài *                                    | uaj              | uai               | มวย = muai (lluita)          |                                             |

- * = scritti con simboli vocalici + consonantici.

### Signes diacrítics i tons

#### Tons
El tailandès és una llengua tonal en què els tons determinen el significat de la paraula; així, dues paraules iguals amb dos tons diferents tenen significats diferents. Els tons del tai, que estan definits amb precisió en la manera d'escriure la paraula, són cinc:
- To alt
- To ascendent
- To mitjà
- To descendent
- To baix

Si no hi ha signes diacrítics, els tons es pronuncien de la manera següent:
| Tipus de vocal i tipus de consonant final            | Consonant inicial di "classe baixa" | Consonant inicial di "classe mitjana" | Consonant inicial di "classe alta" |
| ---------------------------------------------------- | ----------------------------------- | ------------------------------------- | ---------------------------------- |
| Vocal llarga o vocal + consonant sonorant            | To mitjà                            | To mitjà                              | To ascendent                       |
| Vocal llarga + consonant oclusiva                    | To descendent                       | To baix                               | To baix                            |
| Vocal curta final o vocal curta + consonant oclusiva | To alt                              | To baix                               | To baix                            |

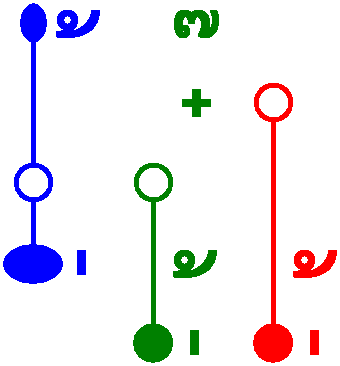
Els cinc tons.
Cercles buits: consonants sonorants; cercles plens: consonants oclusives.
El·lipse estreta: vocals breus; el·lipse ampla: vocals llargues.
Blau: paraules que comencen amb consonants de classe baixa; verd: de classe mitjana; vermell: de classe alta.

Si, en canvi, hi ha signes diacrítics que indiquen el to, les paraules es pronuncien tal com es descriu a la taula següent: cada diacrític es mostra en la seva posició correcta en relatició amb la consonant ก (kor kai).
| Símbol      | Tai    | RTGS        | Atribució del to |
| ----------- | ------ | ----------- | --- |
| ก่ primer to | ไม้เอก  | mai ek      | Sobre les consonants de «classe alta»: to baix Sobre les consonants de «classe mitjana»: to baix Sobre les consonants de «classe baixa»: to descendent      |
| ก้ segon to  | ไม้โท   | mai tho     | Sobre les consonants de «classe alta»: to descendent Sobre les consonants de «classe mitjana»: to descendent Sobre les consonants de «classe baixa»: to alt |
| ก๊ tercer to | ไม้ตรี   | mai tri     | Sobre les consonants de «classe mitjana»: to alt |
| ก๋ quart to  | ไม้จัตวา | mai jattawa | Sobre les consonants de «classe mitjana»: to ascendent |

Els noms dels tons deriven dels dels primers quatre nombres: u, dos, tres i quatre.

#### Altres signes diacrítics
| Símbol | Tai      | RTGS                  | Significat                                  |
| ------ | -------- | --------------------- | ------------------------------------------- |
| ก็      | ไม้ไต่คู้    | mai taikhu            | Escurça la síl·laba, el to resta invariable |
| ก์      | ไม้ทัณฑฆาต | mai thantakhat, karan | Indica una lletra muda                      |

## Altres símbols
| Símbol  | Tai                             | RTGS                                               | Significat |
| ------- | ------------------------------- | -------------------------------------------------- | --- |
| ฯ       | ไปยาลน้อย                        | pai-yan noi                                        | la paraula precedent és abreujada |
| ฯลฯ     | ไปยาลใหญ่                        | pai-yan yai                                        | etcètera |
| ๆ       | ไม้ยมก                           | mai ya-mok                                         | la paraula o la proposició precedents es repeteixen |
| ๏       | ฟองมัน, ตาไก่                     | fong man, ta kai                                   | anteriorment es feia servir per assenyalar l'inici d'una frase, d'un paràgraf o d'una estrofa; ara s'utlilitza per marcar el començament de l'estrofa d'un poema i també com a punt d'encapçalament d'una llista (pic) |
| ๏"      | องมันฟันหนู, ฟันหนูฟองมัน, ฝนทองฟองมัน | ong mun fan nu, fan nu fong man, fon tong fong man | anteriorment es feia servir per assenyalar l'inici d'una frase o d'una estrofa |
| ๐"      | ฟองดัน                           | fong dan                                           | anteriorment també es feia servir per assenyalar l'inici d'una frase o d'una estrofa |
| ฯ       | อังคั่นเดี่ยว, คั่นเดี่ยว, ขั้นเดี่ยว        | angkhan diao, khan diao, khan diao                 | anteriorment es feia servir per assenyalar el final d'una frase o d'una estrofa |
| ๚       | อังคั่นคู่, คั่นคู่, ขั้นคู่                 | angkhan khu, khan khu, khan khu                    | assenyala el final d'una estrofa, d'un capítol o d'una secció llarga |
| ฯะ o ๚ะ | อังคั่นวิสรรชนีย์                     | angkhan wisanchani                                 | assenyala el final de l'estrofa d'un poema |
| ๛       | โคมูตร                           | khomut                                             | assenyala el final del capítol d'un document i el final d'una història |
| ๚ะ๛     | อังคั่นวิสรรชนีย์โคมูตร                | angkhan wisanchani khomut                          | assenyala el final d'una obra escrita |
| ฿       | บาท                             | baht                                               | baht |

El pai-yan noi i angkhan diao es representen amb el mateix signe. El sara à (–ะ), quan és usat en combinació amb altres símbols, s'anomena wisanchani (วิสรรชนีย์).

## L'alfabet tai en els teclats d'ordinador
El TIS-620 és el joc de caràcters més complet pel que fa a l'alfabet tai i ha estat adoptat en l'interval de codis Unicode comprès entre l'U+0E00 i el U+0E7F.
|     | 0 | 1 | 2 | 3 | 4 | 5 | 6 | 7 | 8 | 9 | A | B | C | D | E | F |
| E00 | ฀ | ก | ข | ฃ | ค | ฅ | ฆ | ง | จ | ฉ | ช | ซ | ฌ | ญ | ฎ | ฏ |
| E10 | ฐ | ฑ | ฒ | ณ | ด | ต | ถ | ท | ธ | น | บ | ป | ผ | ฝ | พ | ฟ |
| E20 | ภ | ม | ย | ร | ฤ | ล | ฦ | ว | ศ | ษ | ส | ห | ฬ | อ | ฮ | ฯ |
| E30 | ะ | ั  | า | ำ | ิ  | ี  | ึ  | ื  | ุ  | ู  | ฺ  | ฻ | ฼ | ฽ | ฾ | ฿ |
| E40 | เ | แ | โ | ใ | ไ | ๅ | ๆ | ็  | ่  | ้  | ๊  | ๋  | ์  | ํ  | ๎  | ๏ |
| E50 | ๐ | ๑ | ๒ | ๓ | ๔ | ๕ | ๖ | ๗ | ๘ | ๙ | ๚ | ๛ | ๜ | ๝ | ๞ | ๟ |
| E60 | ๠ | ๡ | ๢ | ๣ | ๤ | ๥ | ๦ | ๧ | ๨ | ๩ | ๪ | ๫ | ๬ | ๭ | ๮ | ๯ |
| E70 | ๰ | ๱ | ๲ | ๳ | ๴ | ๵ | ๶ | ๷ | ๸ | ๹ | ๺ | ๻ | ๼ | ๽ | ๾ | ๿ |